# Bremke & Hoerster
Die Bremke & Hoerster GmbH & Co. war ein deutsches Unternehmen im Groß- und Einzelhandelssektor mit Sitz in Arnsberg-Hüsten. Das Unternehmen hielt unter anderem Beteiligungen an den famila-Märkten, den Combi-Märkten und war Gründungsmitglied der A&O-Handelskette. Zu ihren Hochzeiten beschäftigte die Unternehmensgruppe rund 6.500 Mitarbeiter. Im letzten Geschäftsjahr 2003 betrug der Umsatz ca. 1,3 Milliarden Euro.

## Unternehmensgeschichte

### Anfänge um die Jahrhundertwende
Die Gründung des Unternehmens geht auf den Wiesenbaumeister und Tiefbauunternehmer Josef Bremke († 30. September 1880) zurück, der 1864 ein Kolonialwaren-Einzelhandelsgeschäft in Hüsten eröffnete.
Nach dem plötzlichen Tod Josef Bremkes am 30. September 1880 übernahm dessen Sohn Josef Friedrich Bremke (* 6. Oktober 1859, † 19. April 1945) das Geschäft, der dem Kolonialwarenladen eine Bäckerei angliederte, den Betrieb stetig erweiterte und das Unternehmen ab 1903 mit der Eröffnung der ersten Filialen expandierte. Mit der Belieferung von selbständigen Einzelhandelsgeschäften wurde außerdem das Großhandelsgeschäft vorangetrieben. 1911 wurde eine Kaffeerösterei in Betrieb genommen, der „Bremke Kaffee“ wurde zu einem bekannten Markennamen in der Region Sauerland. Da sich die Groß- und Einzelhandelssparten zunehmend gegenseitig Konkurrenz machten, entschloss sich Josef Friedrich Bremke ab 1918 dazu, die Filialen zu schließen und das Geschäft auf den Großhandel zu konzentrieren. Im Zuge der weiteren Expansion fusionierte das Unternehmen am 1. Januar 1925 mit der Firma Gebr. Hoerster und wurde unter dem Namen Josef Friedrich Bremke & Hoerster fortgeführt. Zwei Jahre später, am 14. Mai 1927, verstarb Heinz Hoerster. Den Erben wurden Anteile an der Firma abgekauft und die Geschäftsführung fiel nun vollständig an Josef Bremke (* 17. März 1881, † 13. August 1965), den Sohn Josef Friedrich Bremkes. Dieser baute das Geschäft in den folgenden Jahren aus und übernahm die Süßwarengroßhandlung Wortmann und Co. 1934 umfasste die Belegschaft rund 50 Personen.

### Expansion in der Bundesrepublik der Nachkriegsjahre
Zum 1. Dezember 1945 trat Josef Bremkes Sohn, Friedrich Bremke (* 16. Februar 1922, † 16. November 2001) in das Unternehmen ein. Gemeinsam bauten beide das Geschäft, das während des Zweiten Weltkriegs starke Einbußen erlitten hatte, wieder auf. Die erfolgreich laufende Puddingmittel-Produktion wurde an die Firma Oetker in Bielefeld verkauft. Das Unternehmen Bremke & Hoerster schloss sich 1951 der ASO (Adolf Spinner Offenburg) an, aus der 1953 die Handelskette A&O entstand, eine freiwillige Kooperation von 20 Lebensmittelgroßhandlungen.  
Unter Friedrich Bremke trat die soziale Verantwortung gegenüber den Mitarbeitern und die Einführung technischer Innovationen verstärkt in den Fokus. Ab 1959 wurde ein betriebliches Versorgungswerk eingeführt und allen Mitarbeitern ab einer Betriebszugehörigkeit von 10 Jahren eine betriebliche Altersrente zugesichert. 1956 ging das erste Tiefkühlhaus in der Region Südwestfalen in Betrieb. Außerdem wurden ab 1958 Berechnungen für die Warenlieferungen und weitere innerbetriebliche Vorgänge über eine Hollerithmaschine abgewickelt, die 1966 durch eine elektronische Datenverarbeitungsanlage ersetzt wurde. Während der 1950er- und 1960er-Jahre wurde auch die Geschäftsexpansion vorangetrieben. Erste Cash-&-Carry-Selbstbedienungsgroßhandelsmärkte wurden eröffnet und die Kaffeerösterei erweitert. Die Süßwarengroßhandlung Wortmann & Co. schloss sich 1963 dem Lekkerland-Verbund an.  

### Übergang zum SB-Warenhauskonzept

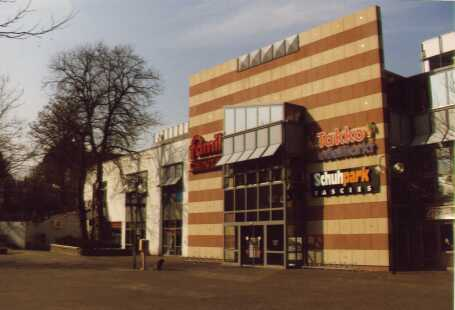
Ehemaliges famila-Einkaufszentrum in Gevelsberg

In den 1960er-Jahren änderte sich das Verbraucherverhalten der Kunden aufgrund erschwinglich gewordener Kühltechnik. Außerdem wurde das Automobil von einem Luxusgut zu einem Alltagsgegenstand. Auf die zugewonnene Mobilität der Kunden reagierte Friedrich Bremke gemeinsam mit anderen Großhandlungen und entwickelte das SB-Warenhauskonzept Famila. Am 9. Januar 1968 entstand im Zuge dessen die Famila Zentralgesellschaft, zu deren Gründern Friedrich Bremke gehörte und in dessen Vorstand er von Beginn an federführend vertreten war. Noch im selben Jahr wurde der erste Famila-Markt in Bergkamen eröffnet. Das Konzept übertrug Friedrich Bremke auch auf die Handelskette A&O. Im Juli 1969 eröffnete der erste A&O-Selbstbedienungsmarkt in Fröndenberg. Aufgrund der Expansion wurde der Unternehmenssitz 1970 in einen Neubau in Hüsten, Wiebelsheide verlegt. Ebenfalls 1970 führte Friedrich Bremke eine neue Unternehmenskonzeption ein. Die unterschiedlichen Unternehmenssparten wurden in Profit-Center umgewandelt, die jeweils entsprechende Expansionsaufträge, sowie Planzahlen erhielten und unter einem gemeinsamen Einkauf koordiniert wurden. Die Profit-Center gliederten sich in die Unternehmenssparten traditioneller Großhandel, Filial-Ketten, Cash & Carry, Lekkerland und Famila.  
In den Folgejahren wurden immer mehr Famila-Märkte eröffnet. Außerdem wurde 1973 die Selex Handelsgesellschaft mbH & Co. KG in Offenburg gegründet. Die Selex Bundeszentrale wurde Nachfolgerin der Handelskette A&O. Alle A&O-Filialen der Firma Bremke & Hoerster wurden in Selex-Märkte umbenannt. Ab 1979 übernahm Friedrich Bremke & Hoerster das in Konkurs geratene Großhandelshaus Koma-Vertrieb Horst Koch KG, und damit die Belieferung von Einzelhandelsunternehmen im Rheinland und Ruhrgebiet.  

### Restrukturierung in den 1980er Jahren
Im Februar 1984 spaltete Friedrich Bremke die Firmen Josef Friedr. Bremke & Hoerster und die Famila Regionalgesellschaft in Besitz- und Betriebsgesellschaften auf. So entstanden für Bremke & Hoerster die Grundstücksgesellschaft Friedrich Bremke GmbH & Co. KG und für die Famila Regionalgesellschaft die ANH Hausbesitz GmbH & Co. KG. In den neu geschaffenen Gesellschaften bestanden die gleichen Anteilsverhältnissen wie in den bisherigen Gesellschaften. Gleichzeitig wurden alle Filialen der Selex-Märkte der Firma Bremke & Hoerster in eine rechtlich selbständige Tochtergesellschaft, die Combi Selex Lebensmittel GmbH & Co. KG, ausgegliedert und als Combi Selex-Märkte fortgeführt. Ebenfalls 1984 wurde die EDV-Abteilung ausgegliedert. Dazu wurde die Firma DWG Datenwirtschaft GmbH gegründet, an der Bremke & Hoerster 50 % der Anteile übernahm. Das bestehende Rechenzentrum, die EDV-Anlagen und Software sowie die Mitarbeiter wurden in die neue Gesellschaft eingebracht. Es folgten weitere Neueröffnungen von Famila-Märkten.  

### Expansion nach der deutschen Wiedervereinigung
Am 15. März 1990 gründete Friedrich Bremke für die neuen Bundesländer eine eigene Gesellschaft, die Mitteldeutsche Handelsgesellschaft mbH mit Sitz in Halle. Alleinige Gesellschafterin wurde Bremke & Hoerster. Der Gesellschaftszweck ist der Groß- und Einzelhandel und die Anmietung und der Kauf von Grundstücken und Gebäuden. 1992 wurde das Filialnetz in Ostdeutschland ausgebaut. Unter dem Namen „Friz“ wurde das Konzept der Combi-Märkte in den neuen Bundesländern fortgeführt. 1993 feierte Famila 25-jähriges Jubiläum. Zu diesem Zeitpunkt beschäftigte Bremke & Hoerster allein in den Famila-Märkten 2.500 Mitarbeiter, die einen Umsatz von 1 Mrd. DM erwirtschafteten. Auch bei der Tochtergesellschaft Combi Selex Lebensmittel wurden insgesamt 34 Supermärkte betrieben und über 1.000 Mitarbeiter beschäftigt.
Ab dem 1. Oktober 1993 wurde Andreas Bremke geschäftsführender Gesellschafter und alleiniger Kommanditist der Unternehmensgruppe. Friedrich Bremke übertrug seine Kommanditbeteiligungen an allen Gesellschaften auf seinen Sohn und stieg aus dem operativen Geschäft aus, blieb aber der Unternehmensgruppe in beratender Rolle verbunden. Im September 1995 wurde bekannt, dass 1996 das erste tschechische SB-Warenhaus unter dem Namen Famila in Kladno bei Prag eröffnen soll. Mitte 1997 übernahm fünf Standorte des aus Emmerich stammenden Unternehmen Lensing & van Gülpen. Ende des gleichen Jahres betrieb Bremke & Hoerster 32 Famila-Märkte und 45 Combi- und Friz-Märkte, der Umsatz betrug im Geschäftsjahr 1996/1997 1,75 Mrd. DM. Famila zog sich, mit dem zum 31. Dezember 1997 wirksamen Verkauf an Lidl & Schwarz, Anfang 1998 wieder aus Tschechien zurück. Zu dem Zeitpunkt bestanden zwei Märkte, die fortan als Kaufland flaggen, diese sowie die Immobilien gingen an das Unternehmen aus Neckarsulm. Zum 1. Juli 1998 verkaufte die AVA AG ihre Tochtergesellschaft, die SVA Südwestfälische Handelsgesellschaft der Verbraucher AG mit dessen Filialen namens allfrisch an die Tochtergesellschaft Combi Selex Lebensmittel. Die allfrisch-Märkte wurden auf Combi umgeflaggt.

### Preiskampf im deutschen Lebensmittelhandel ab 2000
Im November 2002 wurde die Unternehmensgruppe erpresst. In einem Schreiben forderte der Erpresser 370.000,00 Euro und drohte damit, in Märkten der Bremke-Gruppe Lebensmittel mit Formalin zu vergiften. Bei dem Versuch, den verlangten Aktenkoffer mit dem Geld abzuholen, wurde der Erpresser, ein 22-jähriger Jungunternehmer, festgenommen.
Im Zuge der Preiskämpfe im Lebensmittelbereich sah sich Bremke & Hoerster gezwungen, die Unternehmensteile zu veräußern. Die Combi-Märkte wurden an die Rewe Dortmund verkauft, während Kaufland Famila übernahm. Auch die Friz-Märkte sowie die Logistikzentren mussten veräußert werden. Am Cash & Carry-Standort in Arnsberg befindet sich heute ein Handelshof-Markt.
Die Immobilien blieben in der Hand des Unternehmens, das zur Verwaltung des Immobilienbesitzes 2004 die ANH Hausbesitz GmbH & Co. KG gründete.

## Vertriebslinien
Folgende Vertriebslinien wurden von Bremke & Hoerster betrieben:
| Name          | Logo | Beschreibung | Umflaggung auf     |
| ------------- | ---- | --- | ------------------ |
| Combi         |      | Supermarkt- und Verbrauchermarktkette, im Durchschnitt mit 700 m² bis 2.000 m² Verkaufsfläche                                            | REWE oder Kaufpark |
| famila        |      | SB-Warenhauskette, im Durchschnitt mit 2.500 m² bis 10.000 m² Verkaufsfläche                                                             | Kaufland           |
| Friz          |      | Supermarkt- und Verbrauchermarktkette, im Durchschnitt mit 700 m² bis 2.000 m² Verkaufsfläche, acht Standorte in den neuen Bundesländern | unklar             |
| SB-Grossmarkt |      | Cash & Carry-Markt in Arnsberg mit 10.000 m² Fläche, davon 7.800 m² Verkaufsfläche, Eröffnung am 10. März 2003                           | Handelshof         |